# Humbauville
Humbauville est une commune française, située dans le département de la Marne en région Grand Est.

## Géographie

### Localisation
|             | Sompuis           | Huiron       |
| Dosnon Aube | Humbauville       | Courdemanges |
|             | Le Meix-Tiercelin |              |

### Hydrographie
La commune est dans la région hydrographique « la Seine de sa source au confluent de l'Oise (exclu) » au sein du bassin Seine-Normandie. Elle est drainée par le Puits,.
Le Puits, d'une longueur de 33 km, prend sa source dans la commune de Sompuis et se jette  dans l'Aube à Ortillon, après avoir traversé onze communes. 

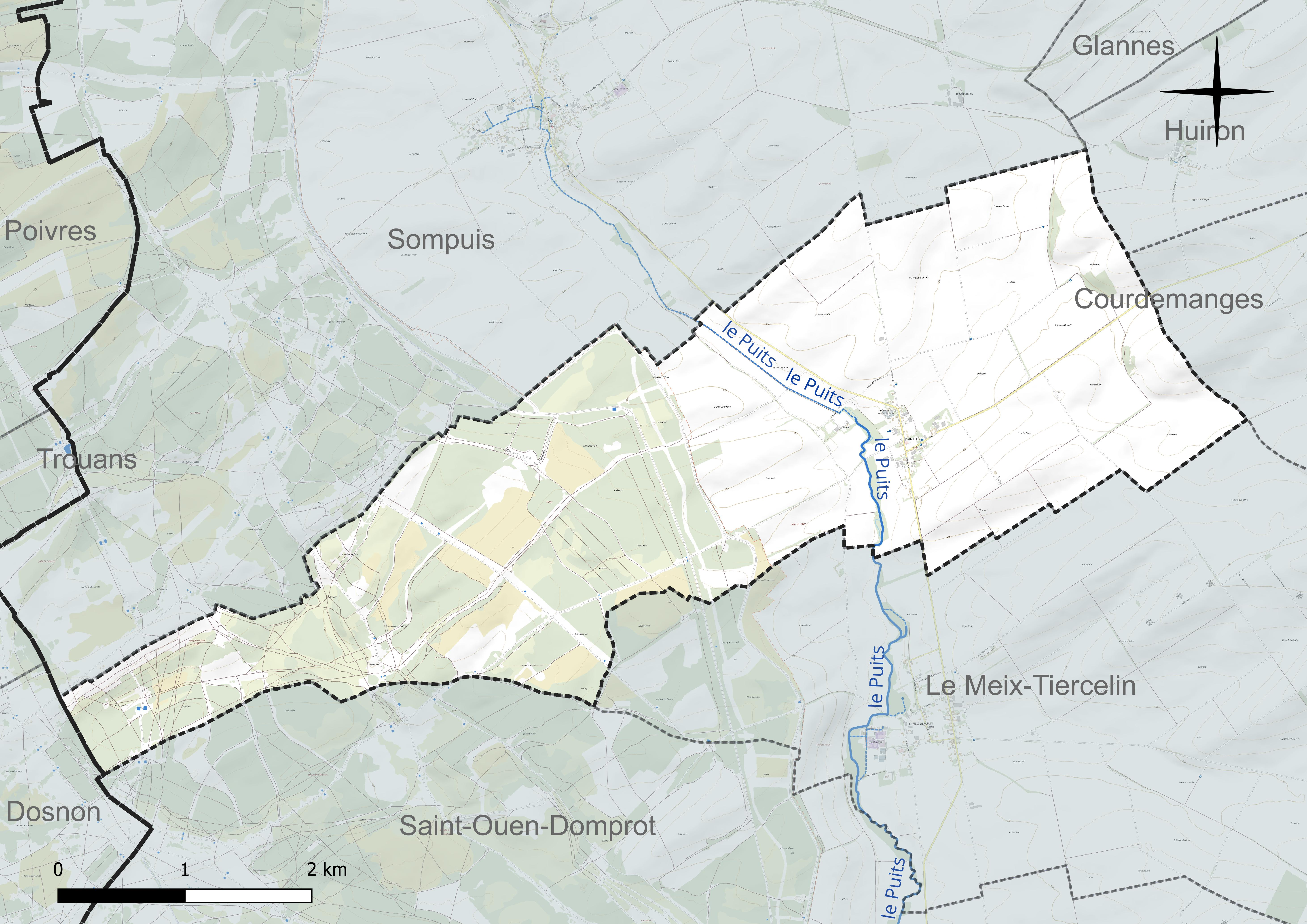
Réseau hydrographique d'Humbauville.

### Climat
Pour des articles plus généraux, voir Climat du Grand Est et Climat de la Marne.
En 2010, le climat de la commune est de type climat océanique dégradé des plaines du Centre et du Nord, selon une étude du Centre national de la recherche scientifique s'appuyant sur une série de données couvrant la période 1971-2000. En 2020, Météo-France publie une typologie des climats de la France métropolitaine dans laquelle la commune est exposée à un climat océanique altéré et est dans la région climatique  Nord-est du bassin Parisien, caractérisée par un ensoleillement médiocre, une pluviométrie moyenne régulièrement répartie au cours de l’année et un hiver froid (3 °C). 
Pour la période 1971-2000, la température annuelle moyenne est de 10,5 °C, avec une amplitude thermique annuelle de 15,8 °C. Le cumul annuel moyen de précipitations est de 722 mm, avec 11,9 jours de précipitations en janvier et 8,2 jours en juillet. Pour la période 1991-2020, la température moyenne annuelle observée sur la station météorologique de Météo-France la plus proche, « Frignicourt », sur la commune de Frignicourt à 14 km à vol d'oiseau, est de 11,5 °C et le cumul annuel moyen de précipitations est de 694,6 mm. 
La température maximale relevée sur cette station est de 41,7 °C, atteinte le 25 juillet 2019 ; la température minimale est de −22 °C, atteinte le 9 janvier 1985,,. 
Les paramètres climatiques de la commune ont été estimés pour le milieu du siècle (2041-2070) selon différents scénarios d'émission de gaz à effet de serre à partir des nouvelles projections climatiques de référence DRIAS-2020. Ils sont consultables sur un site dédié publié par Météo-France en novembre 2022.

## Urbanisme

### Typologie
Au 1er janvier 2024, Humbauville est catégorisée commune rurale à habitat très dispersé, selon la nouvelle grille communale de densité à sept niveaux définie par l'Insee en 2022.
Elle est située hors unité urbaine. Par ailleurs la commune fait partie de l'aire d'attraction de Vitry-le-François, dont elle est une commune de la couronne,. Cette aire, qui regroupe 73 communes, est catégorisée dans les aires de moins de 50 000 habitants,.

### Occupation des sols
L'occupation des sols de la commune, telle qu'elle ressort de la base de données européenne d’occupation biophysique des sols Corine Land Cover (CLC), est marquée par l'importance des territoires agricoles (53,5 % en 2018), une proportion identique à celle de 1990 (53,5 %). La répartition détaillée en 2018 est la suivante : 
terres arables (51,8 %), milieux à végétation arbustive et/ou herbacée (25,8 %), forêts (19 %), zones urbanisées (1,7 %), zones agricoles hétérogènes (1,7 %). L'évolution de l’occupation des sols de la commune et de ses infrastructures peut être observée sur les différentes représentations cartographiques du territoire : la carte de Cassini (XVIIIe siècle), la carte d'état-major (1820-1866) et les cartes ou photos aériennes de l'IGN pour la période actuelle (1950 à aujourd'hui).

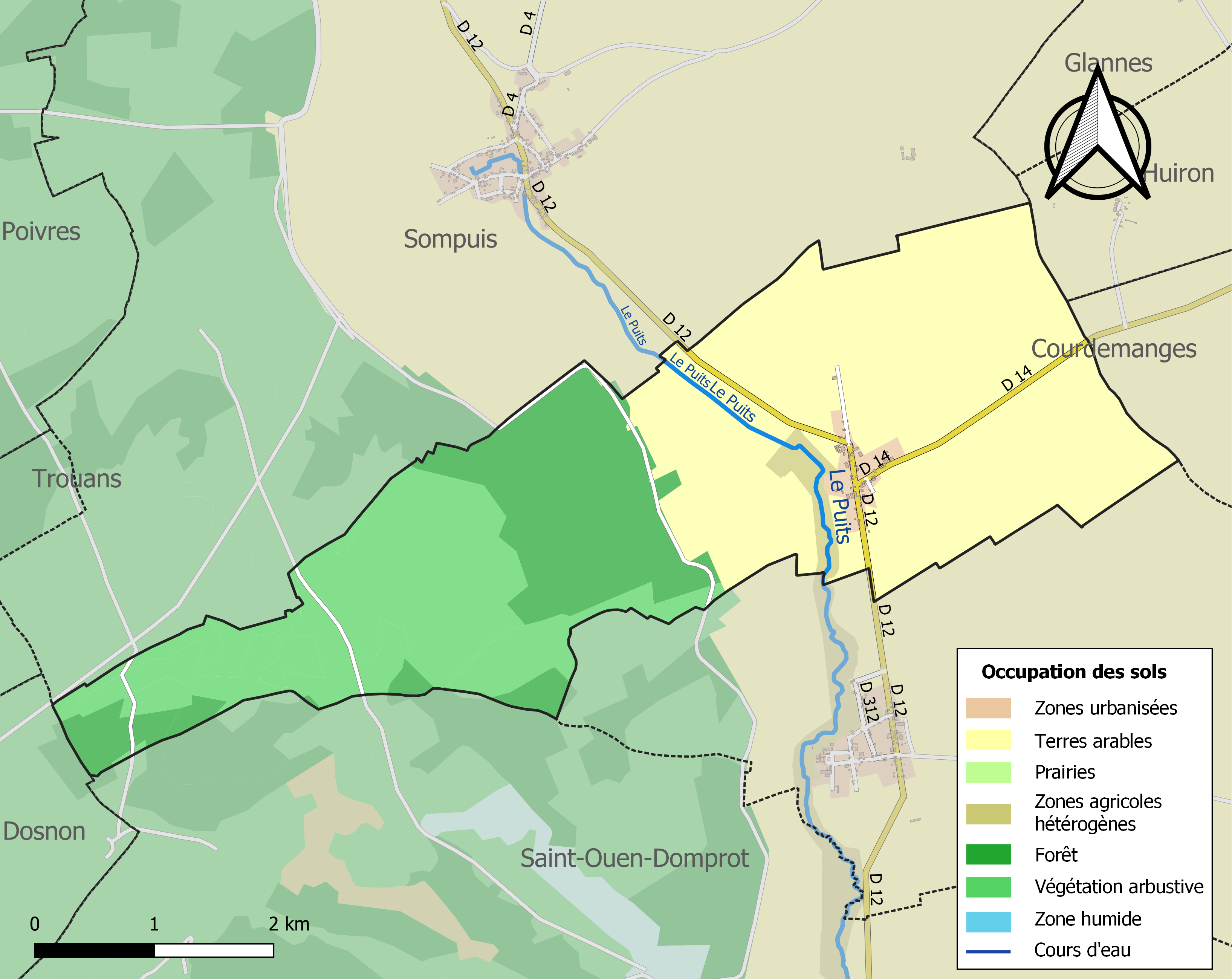
Carte des infrastructures et de l'occupation des sols de la commune en 2018 (CLC).

## Toponymie
Humbaut-Vile (1244) ; Humbaudivilla (1252) ; Humbauvilla (vers 1252) ; Humbauville (vers 1274) ; Humbeville (1723) ; Humboville (1732) ; Humbeauville, Aymbonville, Ymboville (1784).

## Histoire
Sous la voie romaine Châlons, Bar-sur-Aube, Langres furent découverts des restes de tombes laténiennes en 1867 par Léon Morel. Un refuge médiéval découvert en 1982 qui contenait trois sépultures en caisson de pierres sèches. Château, une maison seigneuriale est signalée en 1645 par un hommage de Edme du Gretz et malgré les fossés est inondée puis déplacée en 1755 de l'autre côté de la rivière.

## Politique et administration
| Période                                  | Période    | Identité             | Étiquette | Qualité                        |
| ---------------------------------------- | ---------- | -------------------- | --------- | ------------------------------ |
| Les données manquantes sont à compléter. |            |                      |           |                                |
| avant 1877                               | après 1879 | Procquez             |           |                                |
| mars 2001                                | mars 2008  | Joseph Yverneau      |           |                                |
| mars 2008                                | En cours   | Olivier Malou Soucat | UDI-ex-AC | Réélu pour le mandat 2020-2026 |

## Démographie
L'évolution du nombre d'habitants est connue à travers les recensements de la population effectués dans la commune depuis 1793. Pour les communes de moins de 10 000 habitants, une enquête de recensement portant sur toute la population est réalisée tous les cinq ans, les populations de référence des années intermédiaires étant quant à elles estimées par interpolation ou extrapolation. Pour la commune, le premier recensement exhaustif entrant dans le cadre du nouveau dispositif a été réalisé en 2006.

En 2022, la commune comptait 75 habitants, en évolution de −5,06 % par rapport à 2016 (Marne : −1,19 %, France hors Mayotte : +2,11 %).
| 1793 | 1800 | 1806 | 1821 | 1831 | 1836 | 1841 | 1846 | 1851 |
| ---- | ---- | ---- | ---- | ---- | ---- | ---- | ---- | ---- |
| 140  | 140  | 168  | 189  | 200  | 173  | 157  | 161  | 160  |

| 1856 | 1861 | 1866 | 1872 | 1876 | 1881 | 1886 | 1891 | 1896 |
| ---- | ---- | ---- | ---- | ---- | ---- | ---- | ---- | ---- |
| 165  | 154  | 151  | 145  | 155  | 140  | 127  | 121  | 122  |

| 1901 | 1906 | 1911 | 1921 | 1926 | 1931 | 1936 | 1946 | 1954 |
| ---- | ---- | ---- | ---- | ---- | ---- | ---- | ---- | ---- |
| 108  | 108  | 93   | 86   | 91   | 83   | 100  | 87   | 77   |

| 1962 | 1968 | 1975 | 1982 | 1990 | 1999 | 2006 | 2011 | 2016 |
| ---- | ---- | ---- | ---- | ---- | ---- | ---- | ---- | ---- |
| 81   | 77   | 71   | 94   | 87   | 75   | 70   | 79   | 79   |

| 2021 | 2022 | - | - | - | - | - | - | - |
| ---- | ---- | - | - | - | - | - | - | - |
| 76   | 75   | - | - | - | - | - | - | - |

## Culture locale et patrimoine

### Lieux et monuments
- L’église des XIIe et XVe siècles, qui est classée monument historique[24].